# جون سنكلير (كاتب)
جون سنكلير (بالإنجليزية: John Sinclair)‏ هو كاتب وشاعر أمريكي، ولد في 2 أكتوبر 1941 في فلينت في الولايات المتحدة.

## وصلات خارجية
- الموقع الرسمي
- جون سنكلير على موقع IMDb (الإنجليزية)
- جون سنكلير على موقع الموسوعة البريطانية (الإنجليزية)
- جون سنكلير على موقع ميوزك برينز (الإنجليزية)
- جون سنكلير على موقع أول ميوزيك (الإنجليزية)
- جون سنكلير على موقع ديسكوغز (الإنجليزية)